# Heipaalkever
De heipaalkever (Nacerdes melanura) is een kever uit de familie van de schijnboktorren (Oedemeridae).

## Beschrijving
De ongeveer 7 tot 15 millimeter lange kever heeft een geelrode tot bruine kleur, de voelsprieten, ogen en het uiteinde van de dekschilden zijn zwart van kleur. De draadachtige antennes zijn ongeveer half zo lang als het lichaam, mannetjes hebben twaalf segmenten en vrouwtjes elf segmenten. De larve is wormachtig en heeft een verbrede kop. De lengte is 12 tot 30 millimeter; de kleur is witgeel.

## Algemeen
Uiterlijk lijkt de kever sprekend op de kleine rode weekschildkever (Rhagonycha fulva), die echter tot de familie weekschildkevers (Cantharidae) behoort. De heipaalkever laat bij verstoring cantharidine vrijkomen. Dit is een bijtende vloeistof dat blaren veroorzaakt, en ook wordt gebruikt door weekschildkevers en oliekevers.
De heipaalkever is voornamelijk te vinden in de lente en vroege zomer, en leeft als imago van stuifmeel op verschillende plantensoorten, waaronder Asclera, op de bloemen vindt ook de paring plaats.

## Larve
De larve van de kever staat bekend als een potentieel schadelijke soort, vanwege de hout-etende levenswijze. Levend hout en hout dat droog of slechts vochtig is, wordt niet aangetast; alleen half vergaan hout dat een vochtigheidsgraad heeft van 130-670% en al reeds is aangetast door schimmels is geschikt als voedsel. De larve heeft een voorkeur voor naaldhout, maar ook andere soorten als populier en eik worden aangevreten. De larve tast voornamelijk hout aan dat deels onder water staat, zoals heipalen, scheepshout of ingegraven houten objecten die regelmatig in contact zijn gekomen met water; zowel zoetwater als zeewater. De bestrijding van de larve kan het best geschieden door het hout te laten drogen of de natte delen te vervangen door nieuw hout.